# بيت فلينت
بيت فلينت (بالإنجليزية: Pete Flint)‏ هو مستثمر بريطاني، ولد في 25 يوليو 1974.